# Стальные магнолии
«Стальные магнолии» (англ. Steel Magnolias) — американский художественный фильм режиссёра Герберта Росса, вышедший на экраны в 1989 году. Экранизация одноимённой пьесы Роберта Харлинга. Лауреат премии «Золотой глобус» (1990) за «Лучшую женскую роль второго плана» (Джулия Робертс).

## Сюжет
Фильм начинается с подготовки к свадьбе Шелби Итентон и её жениха Джексона Латчери. Шелби — диабетик. Утром она собирается отвезти свою мать Малинн в салон красоты своей подруги Труви. Там у Шелби случается приступ, в котором её мать винит стресс, связанный со свадьбой, и то, что врач Шелби посоветовал не заводить детей. Шелби выпивает стакан сока и приходит в норму. Она приглашает на свою свадьбу новую сотрудницу салона красоты Аннель.
На пасхальной неделе Шелби выходит замуж за Джексона. Пока Малинн танцует со своим новым зятем, она убеждает его не заводить собственных детей, даже если Шелби захочет. Несмотря на все предупреждения, Шелби говорит ей, что ждет ребёнка на следующее Рождество. И беременность, и рождение ребёнка проходят гладко, но через год у Шелби отказывает почка. Малинн собирается пожертвовать дочери свою почку. Операция проходит успешно. Однако через несколько месяцев Джексон обнаруживает на террасе свою жену без сознания: её тело отторгло почку. Шелби впадает в кому. Несколько дней спустя врач Шелби говорит, что она, возможно, никогда больше не проснётся. Затем Малинн и Джексон решают отключить аппараты жизнеобеспечения. На похоронах Шелби у Малинн случается припадок, но благодаря поддержке друзей, она смеется.
После похорон Аннель говорит Малинн, что планирует дать своему ребёнку имя Шелби, неважно будет мальчик или девочка. Малинн соглашается. Во время охоты за пасхальными яйцами у Аннель начинаются схватки, и её везут в роддом.
В основе сюжета — судьба сестры сценариста Роберта Харлинга. Она умерла в 1985 году от осложнений диабета.

## В ролях
- Салли Филд — Малинн Итентон
- Долли Партон — Труви Джонс
- Ширли Маклейн — Уизер Будро
- Дэрил Ханна — Аннель Дюпюи Десото
- Олимпия Дукакис — Клэри Белчер
- Джулия Робертс — Шелби Итентон Латчери
- Том Скерритт — Драм Итентон
- Сэм Шепард — Спад Джонс
- Дилан Макдермотт — Джексон Латчери
- Кевин О’Коннор — Сэмми Десото
- Энн Уэджуорт — тётя Ферн
- Джанин Тёрнер — Нэнси Бет Мармиллион
- Кэрол Саттон — медсестра Пэм

## Восприятие
На сайте Rotten Tomatoes фильм имеет рейтинг 68 % основанный на 31 отзыве. На Metacritic фильм получил 56 баллов на основе 13 отзывов, что свидетельствует о «смешанных или средних оценках».

## Награды и номинации
- 1990 — номинация на премию «Оскар» за лучшую женскую роль второго плана (Джулия Робертс).
- 1990 — премия «Золотой глобус» за лучшую женскую роль второго плана (Джулия Робертс), а также номинация в категории «Лучшая женская роль» (Салли Филд).
- 1990 — две номинации на премию American Comedy Awards за самую смешную женскую роль второго плана (Ширли Маклейн и Олимпия Дукакис).
- 1990 — премия People’s Choice Awards за лучший драматический фильм.
- 1991 — номинация на премию BAFTA за лучшую женскую роль второго плана (Ширли Маклейн).

## Ремейк
В 2012 году был снят ремейк фильма с участием Куин Латифы, Элфри Вудард, Филисии Рашад, Джилл Скотт, Одиперо Одуйе и Кондолы Рашад в главных ролях. Журналисты The New York Times позитивно оценили идею с полной заменой кастинга на чернокожих актёров, но критически отозвались о художественных достоинствах картины.